# Oeko-tex standard

Logo

Oeko-tex standard 100 è un sistema indipendente di test e certificazione per prodotti tessili per tutte le tipologie produttive attraverso la catena di controllo tessile.
L'etichetta Confidence in textiles su ogni prodotto che segue lo Oeko-Tex Standard 100 indica che il produttore è certificato come ambientalmente ecocompatibile sia nei processi che negli stabilimenti, oltre che testato per verificarne l'assenza di sostanze nocive.
La certificazione è nata nel 1992 ed è assegnata dall'Associazione Internazionale per la Ricerca e il Controllo nel Settore dell’Ecologia Tessile, associazione costituita in maniera spontanea da tanti laboratori nel mondo.
Il vero nome della certificazione, in realtà, è Confidence in Textile, ed è un marchio registrato dell'associazione sopra citata.
Oltre all Oeko-Tex Standard 100, esistono altre certificazioni Oeko Tex, nel dettaglio:
- Certificazione OEKO-TEX® Standard 100, che verifica l'assenza di sostanze nocive.
- Certificazione OEKO-TEX® Made in Green, che verifica la produzione ecosostenibile e socialmente responsabile.

Oltre a ciò, le certificazioni Oeko-Tex hanno anche altre varie classi, che individuano il settore merceologico di appartenenza, nel dettaglio:
- Classe 1: per ogni articolo per i bambini piccoli, fino ai 3 anni.
- Classe 2: per tutti i prodotti di abbigliamento a contatto diretto con la pelle.
- Classe 3: per tutti i prodotti di abbigliamento che non sono a contatto diretto con la pelle.
- Classe 4: per tutti i materiali di arredamento, e comunque non destinati all'abbigliamento.

## Come richiedere la certificazione
La richiesta di certificazione è completamente volontaria, ed è onere delle aziende che intendono certificarsi portarla avanti.
I prodotti che richiedono la certificazione vengono testati attraverso diversi test, e se superano il test, vengono certificati per lo standard Oeko Tex richiesto. Per riconoscere i prodotti, viene data la possibilità di applicare a questi un'etichetta con un numero di serie ed il nome dell’ente che ha condotto i test e approvato la certificazione.